# Strand (Londres)

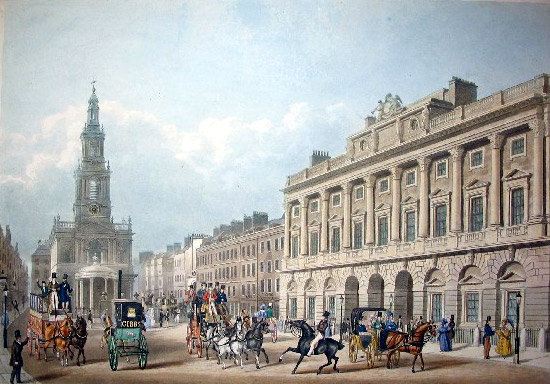
Ilustração do século XIX mostrando a Strand em frente à Somerset House, com a igreja de St. Mary-Le-Strand ao fundo.

Strand é uma rua na Cidade de Westminster, em Londres, Inglaterra, no Reino Unido.[carece de fontes?] Atualmente se inicia na Trafalgar Square, e segue a leste até juntar-se à Fleet Street no Temple Bar, que marca a fronteira da Cidade de Londres - embora seu comprimento tenha chegado a ser maior, ao longo da sua história.
A rua é comumente chamada de The Strand, embora o endereço oficial seja simplesmente "Strand" - como em "366 Strand", e não "366, The Strand", por exemplo.
Duas estações do metrô londrino já receberam o seu nome: a antiga estação de Strand, atualmente chamada de estação de Aldwych, que não mais é utilizada, na linha Piccadilly, e antiga "estação Strand" na linha Norte, que atualmente faz parte da estação de Charing Cross.

## História

### Etimologia
O nome Strand vem do inglês antigo, e significava "praia", "costa" ou "margem de rio". Diversos outros idiomas germânicos também derivaram palavras derivadas da mesma raiz, significando "praia", e muitas praias na Irlanda ainda são chamadas de strands.

### Origens
A atual Strand segue o percurso da antiga Akeman Street, estrada romana que corria paralelamente ao rio, rumo a Chiswick, saindo de Londínio. Juntamente com Aldwych, foi uma das principais áreas de povoamento desde a era anglo-saxã a se dar fora dos antigas cidades muradas romanas. Na Idade Média tornou-se a principal rota de ligação entre a Cidade de Londres, centro comercial e civil da Inglaterra, e a Cidade de Westminster, centro político nacional desenvolvido em torno do Palácio Real de Westminster. Nos registros arqueológicos existem consideráveis evidências de ocupação ao norte de Aldwych, porém muito da antiga margem do rio foi coberta por entulho com a demolição da Somerset Place, antiga residência real construída na Era Tudor, destruída para a criação duma grande plataforma onde futuramente foi construída a primeira Somerset House, no século XVI.